# Michael Schoettle
Michael Beaver Schoettle (7 de setembro de 1936) é um velejador estadunidense, medalhista olímpico. Ele competiu nos Jogos Olímpicos de Verão de 1952 na classe 5.5 Metre e conquistou a medalha de ouro a bordo do Complex II, ao lado de Britton Chance, Edgar White e Sumner White.
Schoettle formou-se em inglês pela Universidade Yale em 1958 e obteve um MBA pela Universidade Harvard em 1963. Nesse meio tempo, serviu por um curto período na Marinha dos Estados Unidos. Ele primeiro trabalhou para a Heidrick & Struggles, uma headhunter, por 23 anos e depois trabalhou para a Xerox por dez anos. Ele trabalhou na Pennsalt Chemicals Corporation por mais três anos antes de ministrar o curso de Planejamento de Crescimento Profissional na Loyola Marymount University.